# Saint-Étienne-de-Gourgas
Saint-Étienne-de-Gourgas är en kommun i departementet Hérault i regionen Occitanien i södra Frankrike. Kommunen ligger i kantonen Lodève som tillhör arrondissementet Lodève. År 2022 hade Saint-Étienne-de-Gourgas 520 invånare.

## Befolkningsutveckling
Antalet invånare i kommunen Saint-Étienne-de-Gourgas
Referens:INSEE